# Liste der Stolpersteine in Slatiňany

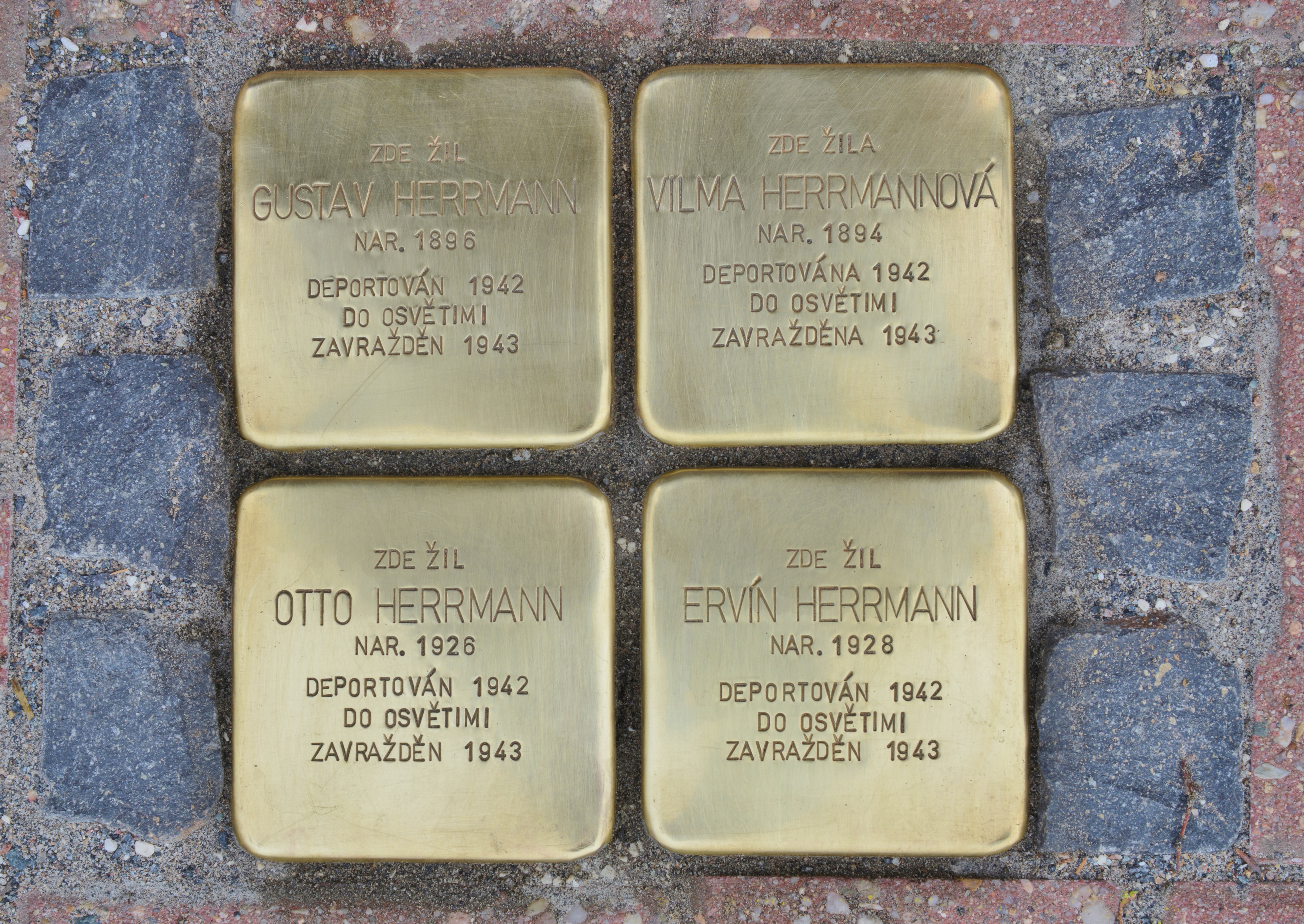
Stolpersteine in Slatiňany

Die Liste der Stolpersteine in Slatiňany listet die Stolpersteine auf, die in der Stadt Slatiňany verlegt wurden. Stolpersteine erinnern an das Schicksal der Menschen, die von den Nationalsozialisten ermordet, deportiert, vertrieben oder in den Suizid getrieben wurden. Die Stolpersteine wurden vom Kölner Künstler Gunter Demnig konzipiert und werden im Regelfall von ihm selbst verlegt. Sie liegen zumeist vor dem letzten selbstgewählten Wohnort des Opfers und werden auf Tschechisch stolpersteine genannt, alternativ auch kameny zmizelých (Steine der Verschwundenen).
Zur Zeit des Protektorats Böhmen und Mähren lebten 16 Menschen jüdischen Glaubens in Slatiňany. Das erste jüdische Opfer war Zikmund Klopper, der 1939 während eines Verhörs starb. Die ersten Deportationen erfolgten am 15. September 1942, am 5. Dezember 1942 erfolgten die letzten Deportationen. Marie und Rudolf Lengsfeld begingen Selbstmord und entgingen so den Deportationen. Nur Max Stránský kehrte aus dem Konzentrationslager zurück. Eine Gedenktafel in Slatiňany erinnert an 20 Menschen, die zwischen 1938 und 1945 ihr Leben durch die Nazis verloren, darunter auch an die 15 Menschen jüdischen Glaubens.

## Stolpersteine
Die Tabellen sind teilweise sortierbar; die Grundsortierung erfolgt alphabetisch nach dem Familiennamen.
| Stolpersteine | Übersetzung                                                                         | Verlegeort           | Name, Leben |
| ------------- | ----------------------------------------------------------------------------------- | -------------------- | --- |
|               | HIER WOHNTE ERVÍN HERRMANN JG. 1928 DEPORTIERT 1942 NACH AUSCHWITZ ERMORDET 1943    | T. G. Masaryka 408 · | Ervín Herrmann wurde am 5. Februar 1928 geboren. Er war der Sohn von Gustav Herrmann und Vilma Herrmannová und hatte einen älteren Bruder namens Otto. Er wurde am 5. Dezember 1942 zusammen mit seinen Eltern mit dem Transport Cf von Pardubice nach Theresienstadt deportiert. Ervín Herrmanns Transportnummer war die 353. Am 23. Januar 1943 wurde er zusammen mit seinen Eltern und seinem Bruder, der sich bereits seit August 1942 in Theresienstadt befand, mit dem Transport Cr in das Konzentrationslager Auschwitz deportiert. Ervín Herrmanns Transportnummer war 1142. Ervín Herrmann wurde, ebenso wie seine Eltern und sein Bruder, 1943 in Auschwitz ermordet. |
|               | HIER WOHNTE GUSTAV HERRMANN JG. 1896 DEPORTIERT 1942 NACH AUSCHWITZ ERMORDET 1943   | T. G. Masaryka 408 · | Gustav Herrmann wurde am 11. Juni 1896 in Chrudim geboren. Seine Eltern waren Samuel Herrmann und Rosa, geborene Kopperl (auch Koperl). Er hatte mehrere Geschwister, unter anderen: Richard (geboren 1882), Karl (geboren 1884), Ernst (geboren 1885), Emil (geboren 1887), Oskar (geboren 1889), Elsa (geboren 1891), Otto (geboren 1893, gestorben im Säuglingsalter). Gustav Herrmann zog vor 1939 von Chrudim nach Slatiňany. Er war verheiratet mit Vilma, das Paar hatte zwei Söhne: Otto (geboren 1926) und Ervín (geboren 1928). Am 5. Dezember 1942 wurde Gustav Herrmann zusammen mit seiner Frau und seinem jüngeren Sohn Ervín mit dem Transport Cf von Pardubice nach Theresienstadt deportiert. Seine Transportnummer war die 351. Am 23. Januar 1943 wurde Gustav Herrmann zusammen mit seiner Frau und beiden Söhnen (der Sohn Otto Herrmann befand sich bereits seit August 1942 in Theresienstadt) mit dem Transport Cr nach Auschwitz deportiert. Seine Nummer auf diesem Transport war 1140. In Auschwitz wurden alle vier 1943 vom Nazi-Regime ermordet. Gustav Herrmanns Bruder Karl (auch Karel) wurde mit ihm zusammen zuerst nach Theresienstadt deportiert und von dort nach Auschwitz, wo er ermordet wurde. |
|               | HIER WOHNTE OTTO HERRMANN JG. 1926 DEPORTIERT 1942 NACH AUSCHWITZ ERMORDET 1943     | T. G. Masaryka 408 · | Otto Herrmann wurde am 20. April 1926 geboren. Seine Eltern waren Gustav Herrmann und Vilma Herrmannová. Er hatte einen jüngeren Bruder namens Ervín. Otto Herrmann studierte in Prag und wurde von dort am 10. August 1942 mit dem Transport Ba nach Theresienstadt deportiert. Otto Herrmanns Transportnummer war die 591. Nach Theresienstadt wurden im Dezember 1942 auch seine Eltern und der Bruder deportiert. Am 23. Januar 1943 wurde er zusammen mit seinen Eltern und seinem Bruder mit dem Transport Cr in das Konzentrationslager Auschwitz deportiert. Otto Herrmanns Transportnummer war 33. Otto Herrmann wurde, ebenso wie seine Eltern und sein Bruder, 1943 in Auschwitz ermordet. |
|               | HIER WOHNTE VILMA HERRMANNOVÁ JG. 1894 DEPORTIERT 1942 NACH AUSCHWITZ ERMORDET 1943 | T. G. Masaryka 408 · | Vilma Herrmannová wurde am 28. Januar 1894 geboren. Sie war verheiratet mit Gustav Herrmann. Das Paar hatte zwei Söhne: Otto (geboren 1926) und Ervín (geboren 1928). Am 5. Dezember 1942 wurde Vilma Herrmannová zusammen mit ihrem Mann und ihrem jüngsten Sohn mit dem Transport Cf von Pardubice in das KZ Theresienstadt deportiert. Ihre Transportnummer war 352. In Theresienstadt befand sich bereits seit August 1942 der ältere Sohn Otto, er studierte in Prag und war früher deportiert worden. Am 23. Januar 1943 wurde Vilma Herrmannová zusammen mit beiden Söhnen und ihrem Ehemann mit dem Transport Cr in das Konzentrationslager Auschwitz deportiert. Ihre Transportnummer war 1141. Dort wurde die ganze Familie vom NS-Regime ermordet. |
|               | HIER WOHNTE HELENA STRÁNSKÁ JG. 1899 DEPORTIERT 1942 NACH AUSCHWITZ ERMORDET 1944   | T. G. Masaryka 117 · | Helena Stránská wurde am 12. August 1899 geboren. Sie lebte zusammen mit Pavel Stránský in Slatiňany. Am 5. Dezember 1942 wurden Helena Stránská und Pavel Stránský mit dem Transport Cf von Pardubice nach Theresienstadt deportiert. Ihre Transportnummer war 300. Am 28. Oktober 1944 wurden sie und Pavel Stránský mit dem Transport Ev in das Konzentrationslager Auschwitz deportiert. Helena Stránskás Transportnummer war 1912. Helena Stránská und Pavel Stránský haben die Shoah nicht überlebt. |
|               | HIER WOHNTE PAVEL STRÁNSKÝ JG. 1887 DEPORTIERT 1942 NACH AUSCHWITZ ERMORDET 1944    | T. G. Masaryka 117 · | Pavel Stránský wurde am 29. Juni 1887 geboren. Er lebte mit Helena Stránská in Slatiňany. Er hatte ein Geschäft für Drogerie, Lebensmittel und Spirituosen. Nach der Errichtung des Protektorat Böhmen und Mährens wurde er enteignet. Pavel Stránský und Helena Stránská wurden am 5. Dezember 1942 mit Transport Cf von Pardubice nach Theresienstadt deportiert. Seine Transportnummer war 299. Am 28. Oktober 1944 wurde er, wiederum erneut mit Helena Stránská, mit dem Transport Ev in das Konzentrationslager Auschwitz deportiert. Seine Transportnummer war 1913. Pavel Stránský und Helena Stránská haben die Shoah nicht überlebt. |

## Verlegedatum
Die Stolpersteine wurden am  15. August 2018 von Gunter Demnig persönlich verlegt.